# Stema Islandei
Stema Islandei (Skjaldarmerki Íslands în limba islandeză) este o cruce de argint pe un scut albastru cu o cruce roșie în interiorul crucii de argint. Suporturile pentru scut sunt cei patru protectori ai țării (Landvættir) stând în picioare pe un bloc de lavă bazaltică. Taurul (Griðungur) este protectorul părții de sud-vest al Islandei, acvila (sau grifonul) (Gammur) protejează partea cea de nord-vest al țării, dragonul (Dreki) protejează partea cea de nord-est iar gigantul de piatră (Bergrisi) cea de Sud-Est. Mare respect a fost acordat acestor protectori în întreaga istorie, atât de mult încât în epoca vikingilor prin lege nici o navă nu putea expune simboluri de caricatură (de multe ori capete de dragon) în apropierea coastelor pentru a nu-i enerva.